# Kỷ băng hà: Trời sập
Kỷ băng hà 5: Trời sập (tiếng Anh: Ice Age: Collision Course) là phim thứ năm trong series phim hoạt hình máy tính 3D Mỹ 2016 sản xuất bởi Blue Sky Studios. Đạo diễn phim là Mike Thurmeier và Galen T. Chu cùng biên kịch là Michael J. Wilson.
Tham gia lồng tiếng phim là Ray Romano, John Leguizamo, Denis Leary, Queen Latifah, Keke Palmer, Jennifer Lopez, Simon Pegg và Chris Wedge thủ vai cố định đã có các phần trước đó. Dàn diễn viên lồng tiếng mới là Jesse Tyler Ferguson, Adam DeVine, Nick Offerman, Max Greenfield, Stephanie Beatriz, Melissa Rauch, Michael Strahan, Jessie J và Neil deGrasse Tyson.
Phim được ra mắt tại Liên hoan phim Sydney vào 19 tháng 6 năm 2016, và được phát hành vào ngày 22 tháng 7 năm 2016 bởi 20th Century Fox trong định dạng 2D và 3D. Phim nhận được các phản hồi từ giới chuyên môn và đã thu về khoảng $210 triệu đô la Mỹ trên toàn thế giới.
Tại Việt Nam, phim được khởi chiếu trên toàn quốc từ 8/7/2016 với định dạng 3D và phiên bản lồng tiếng Việt.

## Liên kết phim
- Website chính thức
- Ice Age: Collision Course trên Internet Movie Database
- Ice Age: Collision Course tại Big Cartoon DataBase
- Ice Age: Collision Course tại Rotten Tomatoes
- Ice Age: Collision Course tại Metacritic
- Ice Age: Collision Course tại Box Office Mojo